# Saccoderma
Saccoderma is een geslacht van straalvinnige vissen uit de familie van de karperzalmen (Characidae).

## Soorten
- Saccoderma hastata (Eigenmann, 1913)
- Saccoderma melanostigma Schultz, 1944
- Saccoderma robusta Dahl, 1955